# Dům č. 12 v ulici Koński Kierat ve Štětíně
Dům v ulici Koński Kierat 12 (v době výstavby Roßmarktstraße 12) je dvoupatrový novoklasicistický nájemní dům (polsky kamienica) na sídlišti Staré Město ve čtvrti Śródmieście ve Štětíně. Jeden z mála činžovních domů, který přežil bombardování starého města a poválečné demolice budov.

## Historie
V 16. století a na začátku 17. století stál v místě dnešního činžovního domu městský pivovar. V roce 1681 byla budova pod švédskou vládou přeměněna na sklad (Altes Packhaus). Později ji převzal Královský daňový a finanční úřad (Königliches Pack- und Accisehaus) a některé pokoje byly přiděleny spřádací škole.
V roce 1880 byla stará budova zbořena. S využitím starých základů ze 14. století byl postaven nový neoklasický činžovní dům, který byl sídlem zednářské lóže. Po vyhlášení Třetí říše místo zednářské lóže převzal Říšský národně socialistický svaz pro tělesná cvičení (německy: Nationalsozialistischer Reichsbund für Leibesübungen).
Během druhé světové války byla zničena střecha s kupolí, třetí patro budovy a část křídla ze strany ulice Koński Kierat. Nájemní dům byl zničen až do začátku 60. let 20. století. Při rekonstrukci nebyl obnoven poškozený fragment levého křídla a třetího patra. Zbývající dvě patra byla pokryta střechou. Po rekonstrukci byl činžovní dům sídlem obchodu Pewex. Od roku 1999 je nájemní dům v soukromém vlastnictví a je v něm antikvariát.